# Palomides
Palomides – w legendach arturiańskich rycerz saraceński na dworze króla Artura. Jeden z najwybitniejszych rycerzy Okrągłego Stołu.
Jego ojcem był Esklabor, król Babilonu, który w Rzymie uratował życie cesarza, a następnie w Anglii zaprzyjaźnił się z królem Pellinore’em. Braćmi Palomidesa byli Sir Safir i Sir Segwarides. Palomides poświęcił się głównie zaciekłej rywalizacji o rękę księżniczki Izoldy z Irlandii, przez co stał się wrogiem Tristana. Po śmierci Pellinore’a brał udział w poszukiwaniu Ujadającej Bestii, którą w końcu zabił dzięki pomocy Lancelota i Galahada.
Jego postać wymyślił Thomas Malory do Le Morte d’Arthur. Po wykryciu romansu Lancelota i Ginewry, Palomides i Safir towarzyszą Lancelotowi w podróży do Francji. Tam Lancelot uczynił Palomidesa księciem Prowansji. Palomides zostaje zabity przez Gawaina podczas wyprawy w poszukiwaniu Graala.
Postać sir Palomidesa jest świadectwem tego, że kształt legend arturiańskich jest wynikiem nakładania się tradycji z różnych okresów historycznych (w tym przypadku kontaktów chrześcijaństwa z islamem).